# Gangut (1911)
Gangut (rusky Гангут) byla vedoucí loď bitevních lodí typu dreadnought třídy Gangut ruského carského námořnictva postavených před první světovou válkou a zároveň poslední dokončenou lodí z této třídy. Jméno dostala po ruském vítězství nad švédským námořnictvem v bitvě u Gangutu v roce 1714. Dokončena byla během zimy 1914–1915, ale do boje byla připravena až v polovině roku 1915. Její rolí bylo bránit ústí Finského zálivu proti případným německým útokům, na které však nikdy nedošlo, a proto trávila čas výcvikem a poskytováním krytí pro minové operace. Její posádka se po únorové revoluci připojila ke vzpouře baltské flotily a v roce 1918 se přidala k bolševikům. Stejný rok byla vyřazena pro nedostatek námořníků a do služby se vrátila v roce 1925, kdy dostala název Okťabrskaja revulucija (rusky Октябрьская революция, Říjnová revoluce).
V letech 1931 až 1934 byla rekonstruována. Dostala nové kotle, systémy řízení palby a větší nástavby. Během zimní války jednou ostřelovala finské pobřežní dělostřelecké pozice. Na začátku roku 1941, těsně před operací Barbarossa, byla její protiletadlová výzbroj výrazně posílena. Poskytla palebnou podporu proti německým silám během obležení Leningradu, přestože byla třikrát bombardována a rok opravována. Po válce zůstala v aktivní službě a v roce 1954 se stala cvičnou lodí. V roce 1956 byla vyškrtnuta ze seznamu námořnictva a pomalu sešrotována.